# Іларіу да Консейсан
Іларіу Росаріу да Консейсан або просто Іларіу (порт. Hilário Rosário da Conceição; нар. 19 березня 1935, Лоуренсу-Маркіш, Португальська Східна Африка) — португальський футболіст та тренер, виступав на позиції лівого захисника.

## Клубна кар'єра
Народився в місті Лоуренсу-Маркіш, Португальська Східна Африка. Виступав за «Спортінг» (Лоуренсу-Маркіш), де його та Еусебіу помітили скаути лісабонських одноклубників, зрештою Іларіу приєднався до лісабонського «Спортінга», на відміну від Еусебіу, який вирішив перейти до «Бенфіки».
З 15-и сезонів у кар'єрі футболіста Іларіу віддав спме лісабонському «Спортінгу», разом з яким по три рази вигравав чемпіонат та кубок Португалії. Змушений був пропустити фінальний матч Кубку володарів кубків 1964, через важку травму великогомілкової кістки, яку отримав у матчі проти «Віторії», за три дні до поєдинку проти МТК (Будапешт). Загалом у футболці лісабонського клубу зіграв 450 матчів та здобув 7 трофеїв
По завершенні кар'єри гравця розпочав тренерську діяльність. Зокрема, працював головним тренером представника вищого дивізіону португальського чемпіонату «Брага» в сезонах 1976/77 та 1979/80 років, допомограв тренувати першу команду та очолював резервну команду «Спортінга».

## Кар'єра в збірній
У футболці національної збірної Португалії дебютував 11 листопада 1959 року в програному (3:5) товариському матчі проти Франції. Після цього зіграв ще 39 матчів. Востаннє футболку збірної одягав 17 лютого 1971 року в програному (0:3) поєдинку кваліфікації чемпіонату Європи проти Бельгії. 
Головний тренер португальської збірної Отто Глорія викликав Іларіу для участі в чемпіонаті світу 1966 року, де лівий захисник зіграв у всіх матчах своєї команди на турнірі.

## Досягнення

### Як гравця

#### Клубні
«Спортінг»
- Прімейра-Ліга
  -  Чемпіон (3): 1961/62, 1965/66, 1969/70

- Кубок Португалії
  -  Володар (3): 1962/63, 1970/71, 1972/73

- Кубок володарів кубків УЄФА
  -  Володар (1): 1963/64

#### Збірна
- Чемпіонат світу
  -  Бронзовий призер (1): 1966

### Як тренера
«Ферроваріу»
- Мосамбола
  -  Чемпіон (1): 1989